# Stráně u Drahobuzi
Stráně u Drahobuzi jsou přírodní památka na stráni severně od silnice II/269 mezi obcí Drahobuz a Vědlicemi v okrese Litoměřice. Chráněné území s rozlohou 8,16 ha bylo vyhlášeno 4. července 2012. Důvodem jeho zřízení je ochrana evropsky významné lokality polopřirozených suchých trávníků a facií křovin na vápnitém podloží se vzácnými druhy vstavač osmahlý (Neotinea ustulata), tořič hmyzonosný (Ophrys insectifera) nebo sklípkánek pontický (Atypus muralis).

## Fotogalerie

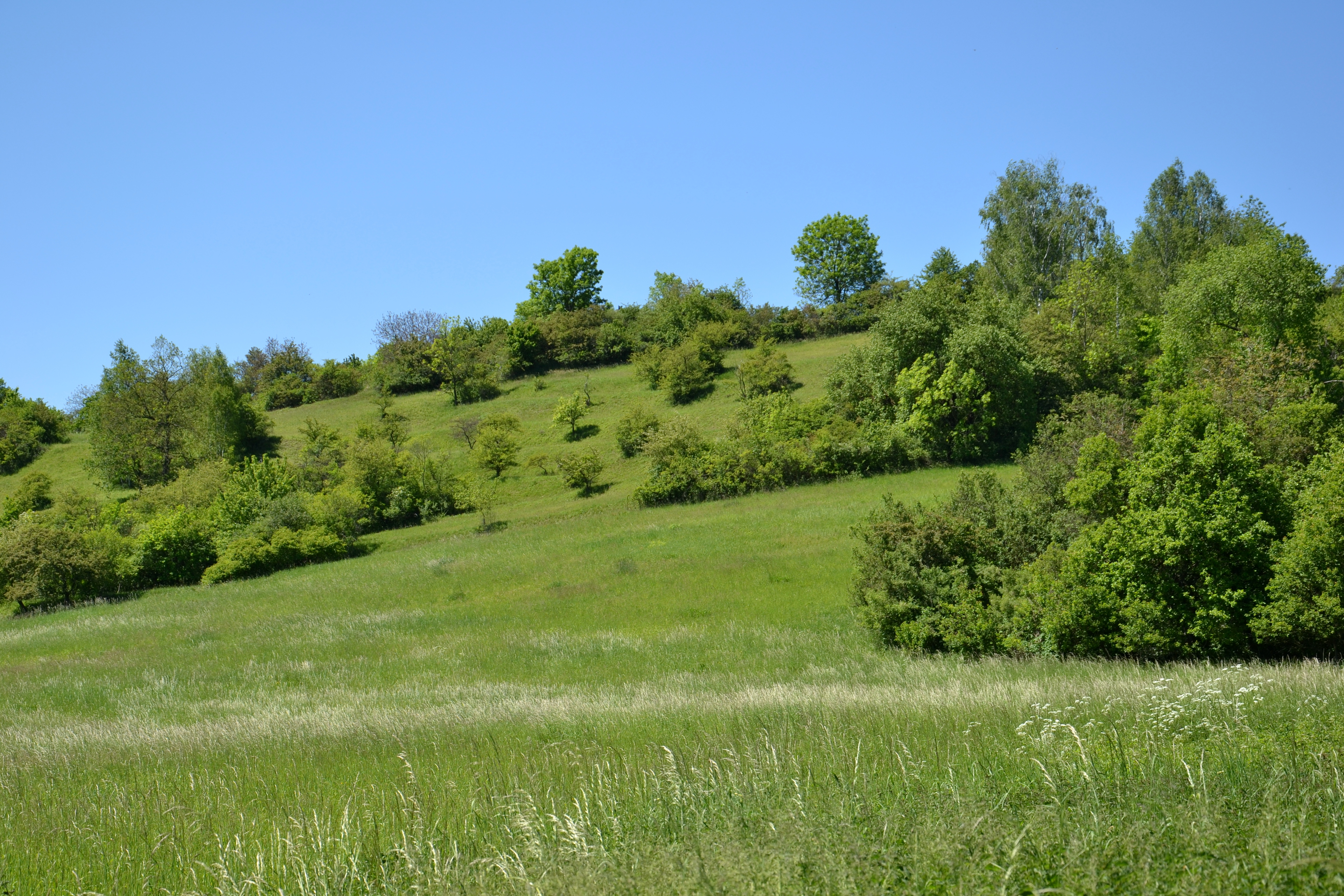
Západní část chráněného území
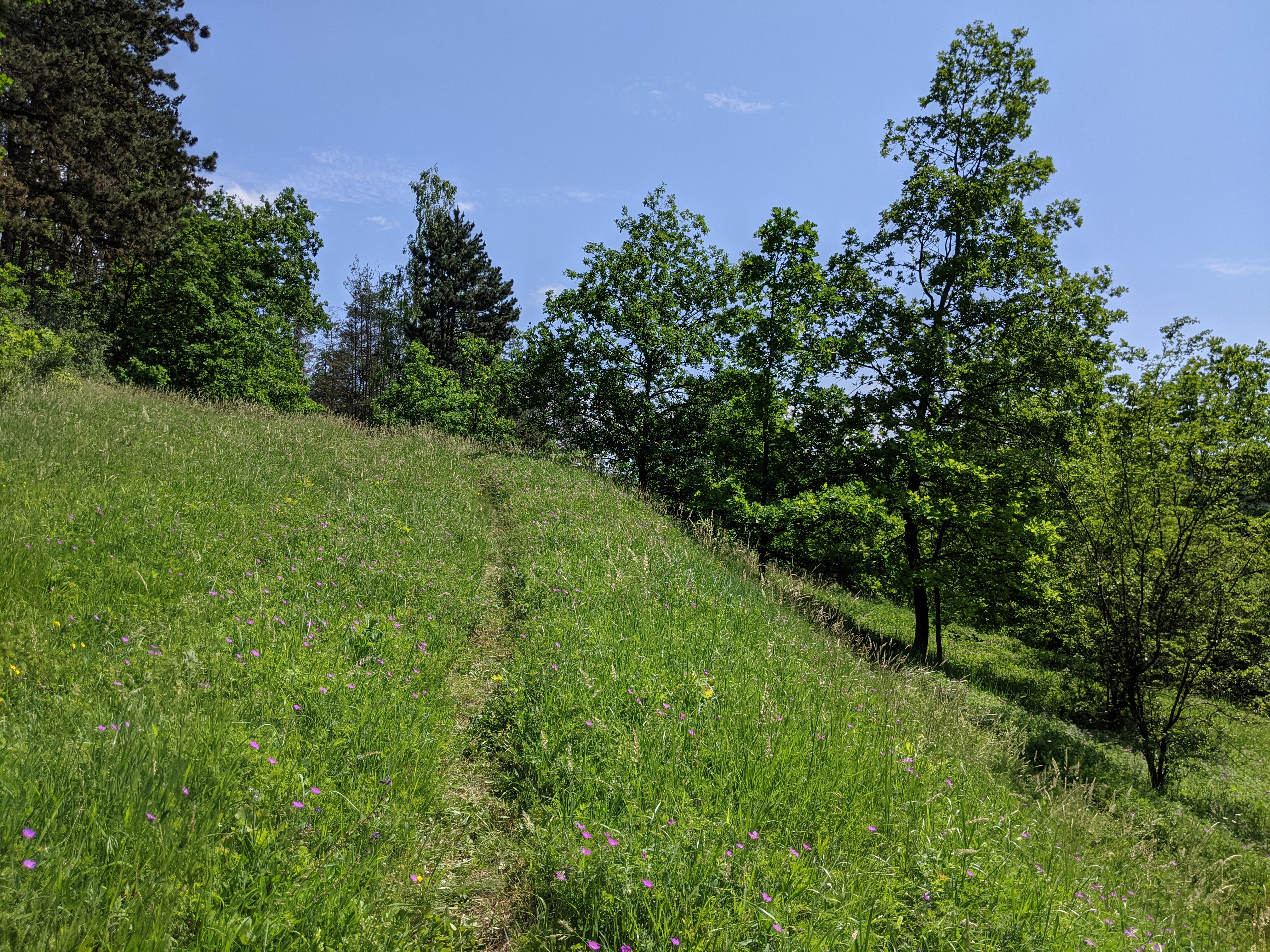
Východní část chráněného území
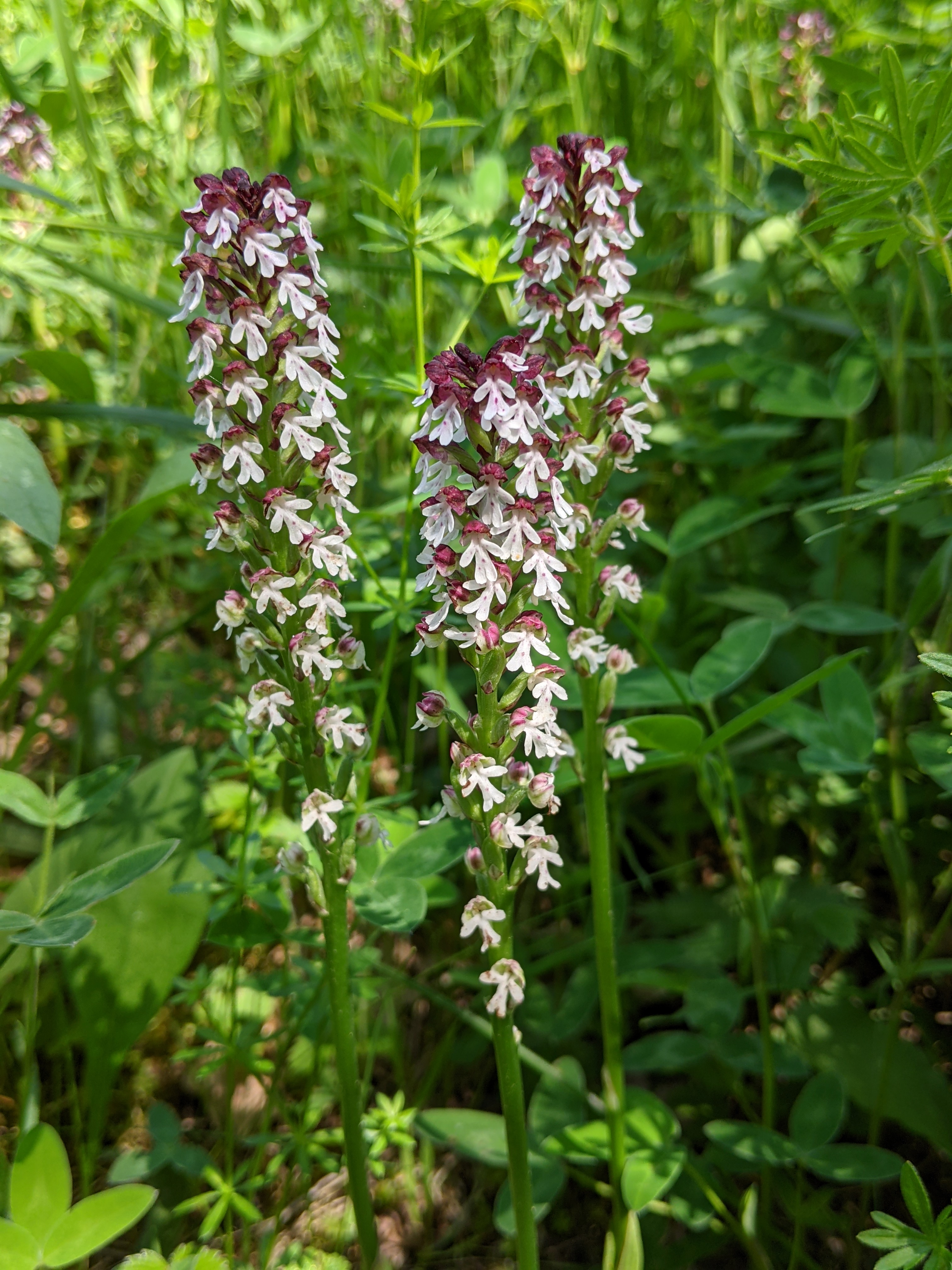
Vstavač osmahlý na lokalitě
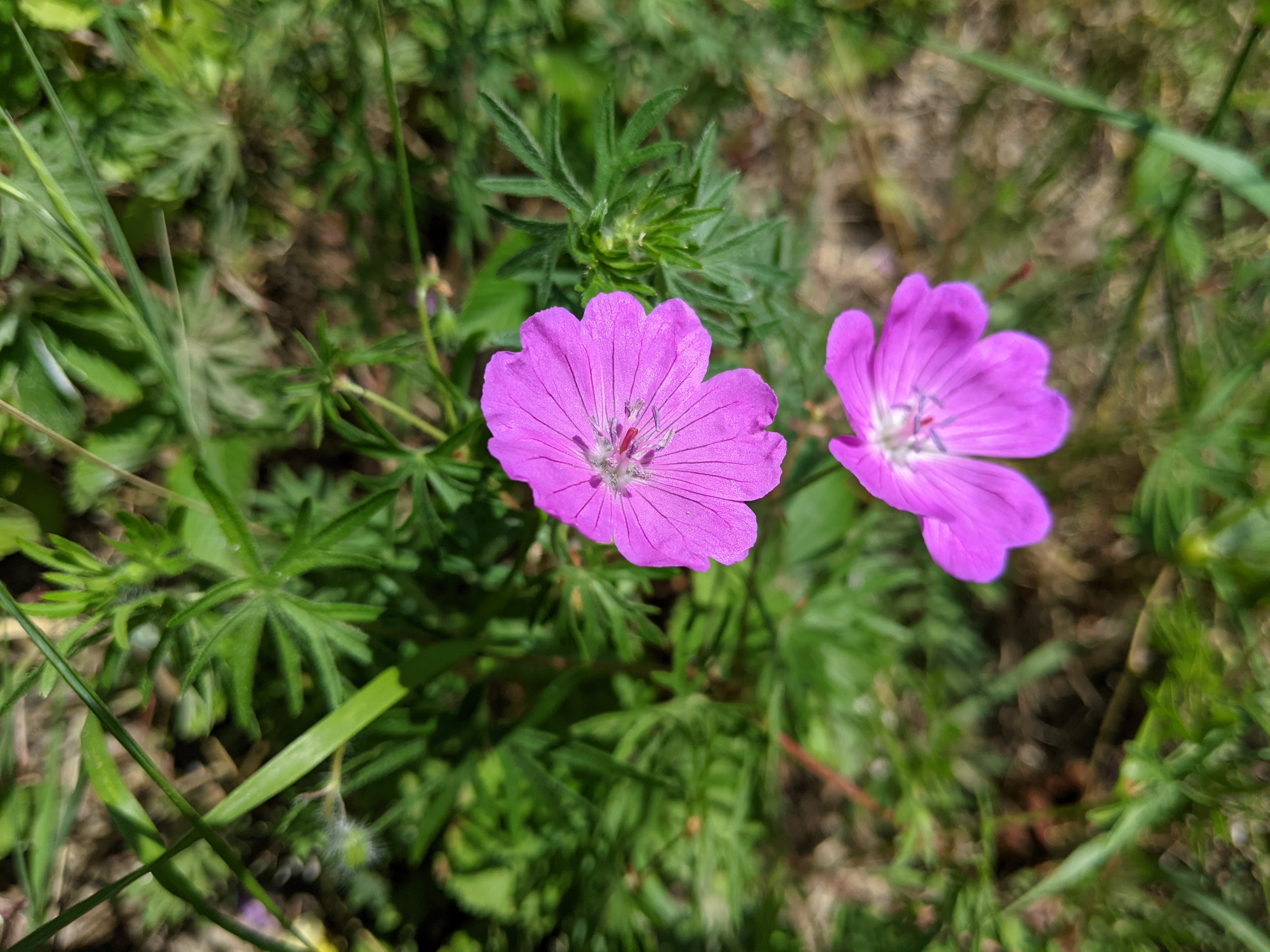
Kakost krvavý na lokalitě